# Marcin Kowalczyk

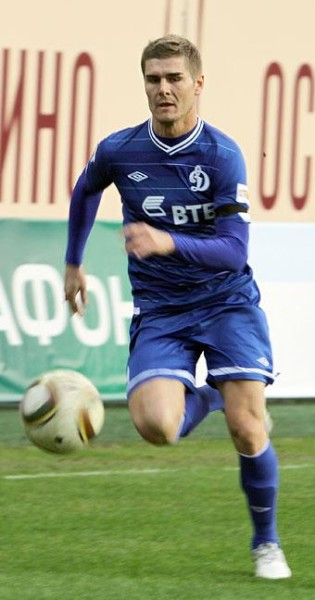
Marcin Kowalczyk

Marcin Kowalczyk (Wieruszów, 1985) es un futbolista polaco. Juega de portero y su primer equipo fue GKS Tychy.
Formado en el LKS Lodz, Kowalczyk destacó en el GKS Belchatow, llamando la atención del Dinamo Moscú, que le fichó en 2008. Poco después debutó con la selección, con la que ha jugado 7 partidos. 

## Palmarés

### Campeonatos nacionales
| Título               | Club          | País    | Año  |
| -------------------- | ------------- | ------- | ---- |
| Supercopa de Polonia | Śląsk Wrocław | Polonia | 2012 |